# Integracja w edukacji
W pedagogice specjalnej integracja rozumiana jest jako wielokierunkowe, zespolone działanie, mające na celu rewalidację jednostek odbiegających od normy lub też proces integrowania (włączania) osób niepełnosprawnych (w miarę możliwości i w odpowiednich warunkach) w zwykłe formy życia osobistego i społecznego, a także jako cel kształcenia ogólnego oraz specjalnego bądź wynik procesu rehabilitacji niepełnosprawnych. Integracja jako włączenie osób niepełnosprawnych w zwykłe formy życia społecznego odbywa się na różnych poziomach i w różnorodnym zakresie ludzkiej działalności, dając szansę pełnej samorealizacji dzięki umożliwieniu realizacji różnych funkcji.
Integrację możemy ograniczać tylko do problematyki kształcenia osób niepełnosprawnych i traktować ją jako dążenie do zespolenia w procesie nauczania osób niepełnosprawnych wraz z osobami sprawnymi w naturalnym dla nich środowisku.
W tym celu konieczne jest opracowanie integracyjnego systemu nauczania i wychowania, polegającego na maksymalnym włączaniu dzieci i młodzieży z odchyleniami od normy do zwykłych szkół i placówek oświatowych, co umożliwia im rozwój w gronie zdrowych rówieśników bez obniżania poziomu nauczania w klasie.
Integracyjny system edukacji polega na kształceniu i wychowywaniu osób z odchyleniami od normy w stanie zdrowia i rozwoju w powszechnych szkołach oraz w placówkach oświatowych, przy uwzględnieniu specyficznych potrzeb poznawczych i edukacyjnych takich uczniów oraz na stworzeniu warunków (przez dodatkowe zabiegi, świadczenia i pomoce naukowe) pozwalających na zaspokojenie tych potrzeb.
Tak więc w pedagogice specjalnej termin „integracja” może mieć szerszy i węższy zakres znaczeniowy. W szerszym znaczeniu wyraża umiejętność harmonijnego współżycia i współdziałania osób niepełnosprawnych we wszystkich formach i sytuacjach życia społecznego – w szkole, domu, pracy, czasie wolnym, czyli sprowadza się do integracji społecznej.
Z kolei wąskie znaczenie tego terminu dotyczy integracji szkolnej, czyli włączania niepełnosprawnych uczniów do nauki w ogólnodostępnych szkołach i placówkach kształcenia masowego razem z uczniami pełnosprawnymi oraz umożliwiania im korzystania ze środków pomocniczych stosownie do indywidualnych możliwości.
Obecnie integracja w edukacji definiowana jest np. w Wielkiej Brytanii poprzez określenie jej części składowych, a więc to czym się zajmuje. I tak, według Centrum ds. Badań nad Edukacją Integracyjną (Centre For Studies on Inclusive Education) edukacja integracyjna zawiera:
- równą ocenę wszystkich uczniów i nauczycieli;
- zwiększenie udziału uczniów w (oraz redukcję ich wykluczenia i separacji od) kultury programów nauczania i lokalnych społeczności szkolnych;
- zmianę kultury, polityki i praktyk stosowanych w szkołach, tak aby w lepszym stopniu odpowiadały one lokalnemu zróżnicowaniu uczniów;
- redukcję barier w edukacji i współuczestniczeniu w powszechnym życiu szkolnym dla wszystkich uczniów, nie tylko tych ze specjalnymi potrzebami nauczania;
- uczenie się na przykładach poszczególnych uczniów starających się przekroczyć bariery w dostępie do szerokiego społeczeństwa i przenoszenie tej wiedzy na rozwiązania kompleksowe;
- traktowanie różnic w indywidualnych problemach poszczególnych uczniów raczej jako dobrą wskazówkę dla całego systemu nauczania, a nie jako problem do przeskoczenia;
- zwracanie uwagi środowiska lokalnego na prawa uczniów do włączania ich w system nauczania powszechnego;
- poprawianie, ulepszanie szkół zarówno dla uczniów, jak i nauczycieli;
- wzmacnianie roli szkoły w budowaniu społeczności i rozwoju i propagowaniu wartości;
- wzmacnianie więzi pomiędzy szkołą i społecznością lokalną;
- podkreślanie roli jaką odgrywa edukacja integracyjna w integracji całego społeczeństwa[6].